# Зуев, Нил Петрович
Нил Петрович Зуев (9 марта 1857—1918) — русский государственный деятель, директор Департамента полиции, сенатор.

## Биография
Окончил Императорское училище правоведения с чином титулярного советника (1876) и поступил на службу в Министерство юстиции кандидатом на судебные должности при прокуроре Московской судебной палаты.
Чины: коллежский асессор (1880), надворный советник (1884), коллежский советник (1888), статский советник (1894), действительный статский советник (1901), тайный советник (1910).
- 1880: секретарь при прокуроре Московской судебной палаты.
- 1883: товарищ прокурора Рязанского окружного суда
- 1889: переводится в первое Уголовное отделение.
- 1890: редактор Второго департамента МЮ.
- 1892: младший делопроизводитель Второго департамента МЮ.
- 1894: переведен в МВД. Старший помощник делопроизводителя Департамента полиции.
- 1897: чиновник для особых поручений 6-го класса при Департаменте полиции.
- 1899: делопроизводитель Департамента полиции
- 1900: представитель МВД в Особом совещании для пересмотра и согласования существующих узаконений по перевозке нефтяных продуктов по железнодорожным и водным сообщениям.
- 1903: вице-директор Департамента полиции. Член ряда комиссий. В целом заведовал законодательной и финансовой частью Департамента полиции.
- Представитель полиции в различных комиссиях.
- 29 марта 1909 — 21 февраля 1912: Директор Департамента полиции.
- 1912: Сенатор.

## Награды
- Орден Святого Станислава 3-й ст. (1882);
- Орден Святой Анны 3-й ст. (1892);
- Орден Святой Анны 2-й ст. (1896);
- Орден Святого Владимира 4-й ст. (1899);
- Орден Святого Владимира 3-й ст. (1904);
- Орден Святого Станислава 1-й ст. (1905);
- Орден Святой Анны 1-й ст. (1908);
- Орден Святого Владимира 2-й ст. (1914).

## Семья
Был женат на Марии Николаевне Барановой (1863—1925). Их дети:
- Татьяна (1895—?)
- Дмитрий (1897—1915)